# Монтеджордано
Монтеджорда̀но (на италиански: Montegiordano) е село и община в Южна Италия, провинция Козенца, регион Калабрия. Разположено е на 619 m надморска височина. Населението на общината е 1961 души (към 2012 г.).